# Joannik (patriarcha Aleksandrii)
Joannik (zm. 15 września 1657) – prawosławny patriarcha Aleksandrii w latach 1645–1657. Zmarł na chorobę zakaźną.